# Bowman Gray Stadium

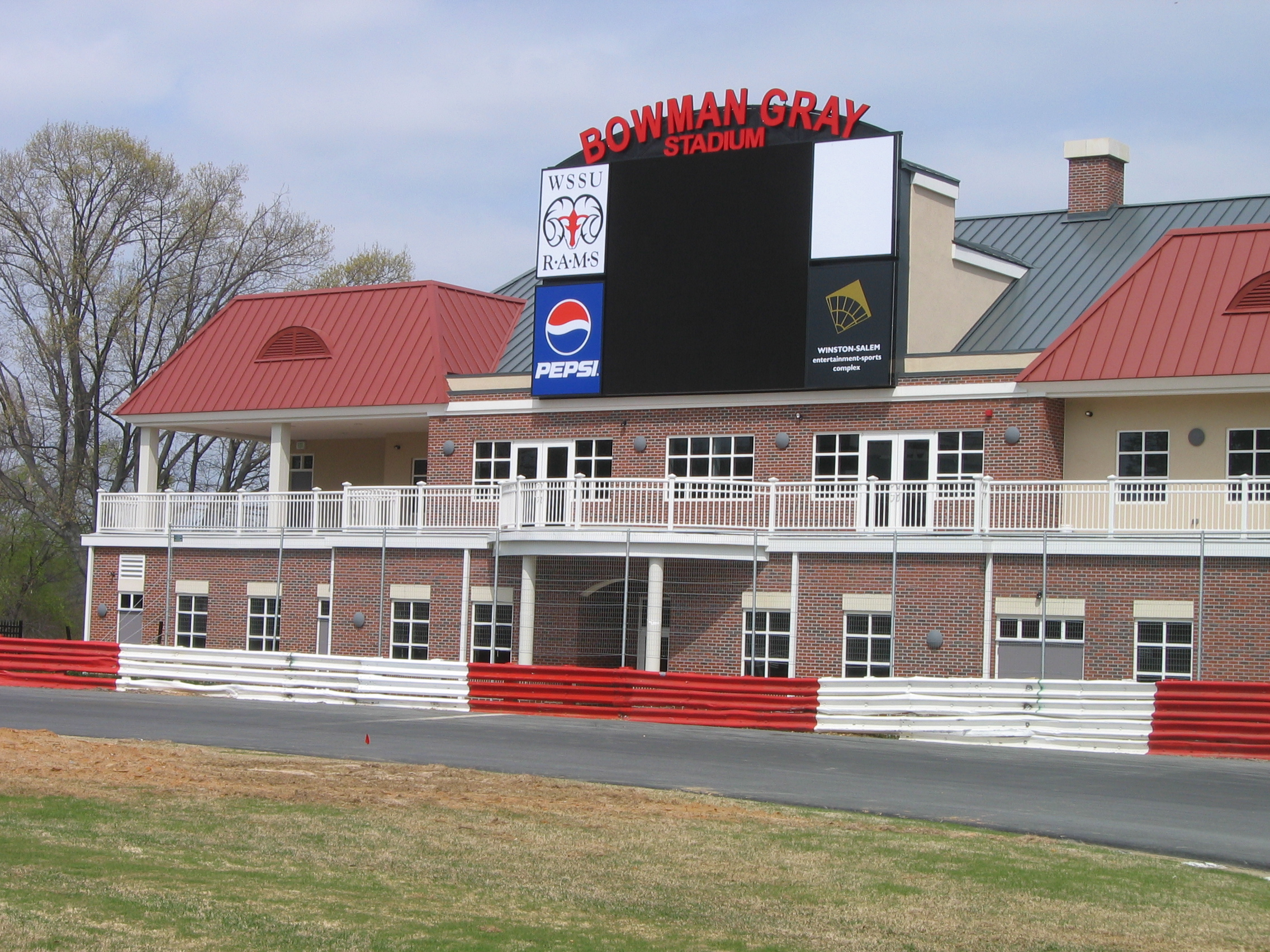
Bowman Gray Stadium

De Bowman Gray Stadium is een racecircuit en een American football-stadion gelegen in Winston-Salem, North Carolina. Het is een ovaal circuit van 0,25 mijl of 400 meter in lengte. Het circuit werd tussen 1958 en 1971 gebruikt voor wedstrijden uit de NASCAR Grand National Series.

## Winnaars op het circuit
Winnaars op het circuit uit de Grand National Series.
| Jaar | Race               | Winnaar        | Auto       |
| ---- | ------------------ | -------------- | ---------- |
| 1958 | -                  | Bob Welborn    | Chevrolet  |
| 1958 | -                  | Lee Petty      | Oldsmobile |
| 1959 | -                  | Jim Reed       | Ford       |
| 1959 | -                  | Rex White      | Chevrolet  |
| 1959 | -                  | Rex White      | Chevrolet  |
| 1960 | -                  | Glen Wood      | Ford       |
| 1960 | International 200  | Glen Wood      | Ford       |
| 1960 | -                  | Glen Wood      | Ford       |
| 1961 | -                  | Rex White      | Chevrolet  |
| 1961 | Myers Brothers 200 | Rex White      | Chevrolet  |
| 1961 | -                  | Rex White      | Chevrolet  |
| 1962 | -                  | Rex White      | Chevrolet  |
| 1962 | Myers Brothers 200 | Johnny Allen   | Pontiac    |
| 1962 | International 200  | Richard Petty  | Plymouth   |
| 1963 | -                  | Jim Paschal    | Plymouth   |
| 1963 | -                  | Glen Wood      | Ford       |
| 1963 | International 200  | Junior Johnson | Chevrolet  |
| 1964 | -                  | Marvin Panch   | Ford       |
| 1964 | Myers Brothers 250 | Junior Johnson | Ford       |
| 1965 | -                  | Junior Johnson | Ford       |
| 1965 | Myers Brothers 250 | Junior Johnson | Ford       |
| 1966 | -                  | David Pearson  | Dodge      |
| 1966 | Myers Brothers 250 | David Pearson  | Dodge      |
| 1967 | -                  | Bobby Allison  | Chevrolet  |
| 1967 | Myers Brothers 250 | Richard Petty  | Plymouth   |
| 1968 | Myers Brothers 250 | David Pearson  | Ford       |
| 1969 | Myers Brothers 250 | Richard Petty  | Ford       |
| 1970 | Myers Brothers 250 | Richard Petty  | Plymouth   |
| 1971 | Myers Brothers 250 | Richard Petty  | Plymouth   |